# Darken Rahl
Darken Rahl, noto anche come Lord Rahl, Padre Rahl o Padron(e) Rahl, è un personaggio immaginario del ciclo fantasy sword and sorcery La spada della verità dello scrittore statunitense Terry Goodkind. Rahl è il principale antagonista nei primi due volumi della saga, La prima regola del mago (1994) e La pietra delle lacrime (1996).
Dai primi due volumi della saga letteraria è stata tratta una serie televisiva statunitense intitolata La spada della verità, la cui prima stagione è uscita nel 2008. In essa il personaggio di Darken Rahl è interpretato da Craig Parker.

## Biografia (nel libro)
In La prima regola del mago Darken Rahl è descritto come un uomo adulto, biondo e con gli occhi azzurri. Il suo corpo è deturpato all'altezza della vita da una grave ustione, provocatagli da una fiammata magica, che lo colpì quando era un bambino, ad opera del mago Zeddicus Zu'l Zorander. Per il resto risulta molto attraente ed affabile, celando però un'indole sadica e spietata. 
Darken Rahl è figlio di Panis Rahl, signore del D'Hara. Della madre non viene mai fatto il nome, poiché per Panis le donne hanno come unica utilità la procreazione, ragion per cui, ottenuto un erede maschio portatore del "dono" (cioè di poteri magici), Panis lo prende con sé, disinteressandosi delle sue numerose compagne e degli altri figli generati nel frattempo. Da adulto Darken Rahl si comporta allo stesso modo, generando con diverse donne numerosi figli, tra cui Drefan, Oba e Jennsen. Da una violenza su Tarralyne Zorander, figlia del mago Zedd, verrà messo al mondo Richard, poi Cercatore della Verità, ma Darken Rahl lo scoprirà solo in punto di morte. Panis Rahl guerreggia a lungo e con estrema brutalità per ottenere il dominio sul Nuovo Mondo, finché non viene fermato dal mago Zeddicus Zu'l Zorander, che lo uccide con una fiammata magica. Il medesimo sortilegio colpisce accidentalmente anche il giovane Darken Rahl e gli provoca una grave lesione.  

### InLa prima regola del mago
Dopo la morte del padre, Darken Rahl eredita la signoria sul D'Hara e prosegue i suoi piani di conquista. Mentre agenti al suo servizio seminano sotto mentite spoglie disordini, un movimento politico-religioso chiamato "Esercito per la liberazione del popolo" viene inviato da Darken Rahl a portare pace e giustizia nelle Terre Centrali in suo nome. Sempre professando intenti benevoli, Rahl fa perseguitare e uccidere come traditori i suoi oppositori, soprattutto le Depositarie, contro le quali sguinzaglia unità scelte di guerrieri, i "quadrati". Molti credono in lui e arrivano a prestargli culto, chiamandolo "Padre Rahl", sicché in breve tempo egli guadagna seguaci in tutto il Nuovo Mondo, anche nelle Terre Occidentali. In più Rahl dispone di armate fanaticamente leali, fra le quali spiccano le Mord-Sith. Ma è soprattutto nella magia che Darken Rahl ripone le sue speranze: padroneggiando sia la Magia Aggiuntiva che quella Detrattiva, egli progetta di usare le scatole dell'Orden per dominare il mondo, nonostante gli enormi rischi che ciò comporta. 
Nel primo libro della saga Darken Rahl è l'antagonista principale del Cercatore Richard Cypher e dei suoi compagni Kahlan Amnell e Zeddicus Zu'l Zorander. Già due delle scatole dell'Orden si trovano in suo potere ed egli le attiva, rimanendogli così un anno di tempo per trovare la terza e completare il complicato rituale magico che gli garantirebbe il potere assoluto. Dapprima assassina George Cypher, che anni prima aveva rubato il Libro delle Ombre Importanti, e divina con le sue viscere per ottenere informazioni sulla terza scatola. Scoperto che essa si trova in potere della regina Milena, le offre un accordo per averla, ma la scatola viene prima sottratta dal mago Giller. Richard viene catturato dalla Mord-Sith Denna, che lo tortura fino a spezzare la sua volontà, ma quando Rahl lo interroga e lui riesce a resistergli, il tiranno non si scompone, rivelando che in ogni caso la terza scatola a breve sarà in suo possesso, anzi offre a Richard di assistere al rituale. Alfine Darken Rahl viene ingannato dalla Prima Regola del Mago: Richard, apparentemente sotto l'effetto della Confessione, gli instilla il dubbio che la sua conoscenza sulla magia dell'Orden non sia esatta e lo induce ad aprire la scatola sbagliata al termine del rito, sicché il tiranno precipita nel mondo sotterraneo. 

### InLa pietra delle lacrime
Il fallimento del rito sulle scatole dell'Orden ha lacerato il velo tra il mondo dei vivi e quello dei morti, facendo apparire mostri del mondo sotterraneo sulla terra. Il Cercatore chiede consiglio agli spiriti degli antenati e inavvertitamente evoca proprio Darken Rahl, il quale, essendo suo padre naturale, è un suo antenato. Lo spirito di Rahl torna sulla terra come agente del Guardiano del mondo sotterraneo, per permettere a quest'ultimo di evadere dal mondo dei morti. Impone un marchio stregato a Richard, i cui effetti vengono però bloccati dallo spirito della riconoscente Denna, anch'essa emersa nel corso del rito di evocazione. Darken Rahl si reinsedia nel Giardino della Vita nel suo vecchio palazzo e prepara il rito per liberare il Guardiano, ma la sua natura di spirito incorporeo lo limita, sicché viene in suo aiuto una Sorella dell'Oscurità di nome Odette. Quando questa viene uccisa da Richard, il Guardiano stesso, per bocca di Rahl, gli promette di salvare la vita della sua amata Kahlan e di donare loro l'immortalità, se lui lo aiuterà, ma il Cercatore rifiuta e con la Pietra delle Lacrime rispedisce sia Darken Rahl che il Guardiano nel mondo sotterraneo.

### InIl tempio dei venti
Per porre fine ad un’epidemia che imperversa per il Nuovo Mondo, Richard deve entrare nel misterioso Tempio dei Venti, separato dal mondo dei vivi da tremila anni. Sia per accedere che per tornare indietro occorre pagare un prezzo agli spiriti. Lo spirito di Darken Rahl ha qui l’occasione di vendicarsi di nuovo di Richard e, come prezzo per l’accesso, impone che Richard sposi, invece dell’amata Kahlan Amnell, una ragazza di nome Nadine Brighton, mentre Kahlan deve sposare Drefan Rahl, figlio dello stesso Darken Rahl e di una cortigiana. La missione di Richard ha successo e la pestilenza viene debellata, ma quando lui si accinge a tornare nel mondo dei vivi, Darken Rahl impone che Richard porti con sé la magia che ha scatenato la peste e quindi ne rimanga contagiato. Richard si piega, ma prima di andarsene spedisce con un incantesimo lo spirito di Darken Rahl nell'angolo più buio del mondo sotterraneo. Successivamente Richard riuscirà comunque a salvarsi dalla malattia grazie all’aiuto di Kahlan.

## Nella serie televisiva
Nel 2008 è uscita una serie televisiva statunitense, intitolata La spada della verità, liberamente ispirata all'omonima saga letteraria. Il personaggio di Darken Rahl vi è interpretato da Craig Parker.
Nella serie Darken Rahl diverge dalla sua controparte cartacea nell'aspetto, apparendo coi capelli scuri anziché biondi. Richard e Jennsen, che nei libri sono suoi figli, nella serie sono invece suoi fratellastri per parte paterna. La principale differenza attiene però alla profezia che lo vuole distrutto dal Cercatore, che Darken Rahl cerca di scongiurare per tutto il corso della prima stagione, cominciando con l'ordine di sterminare tutti i bambini della cittadina di Brennidon, luogo d'origine del Cercatore. Nel libro invece né Rahl né il Cercatore stesso vengono mai a conoscenza di alcuna profezia del genere; Rahl oltretutto si ritiene inattaccabile grazie ai propri poteri magici, quindi non teme il Cercatore e arriva a lasciarlo libero dopo averlo fatto catturare e spezzare da Denna. In entrambe le versioni Darken Rahl viene inghiottito dal mondo sotterraneo dalla magia delle scatole dell'Orden, ma mentre nel libro commette un errore nel rituale, nella serie interferisce col rituale compiuto da Richard.
Nella seconda (e ultima) stagione della serie, come anche nel secondo libro, lo spirito di Darken Rahl riappare come agente del Guardiano del mondo sotterraneo, il quale tenta di estendere il suo dominio al mondo dei vivi. Tuttavia, mentre il secondo libro si conclude con la cacciata dello spirito di Rahl nel mondo sotterraneo, nella serie lui riesce con diversi stratagemmi a liberarsi dalla morsa del Guardiano e tornare vivo. 

## Albero genealogico della stirpe dei Rahl (nel libro)
|               |               |                    |                    |                    |                    |                    |                    |              |              | Alric Rahl   |              |              |              |             |             |             |             |                      |                      |                      |                      |                      |                      |             |             |  |  |          |          |          |          |          |          |  |  |                |              |              |              |              |              |
|               |               |                    |                    |                    |                    |                    |                    |              |              |              |              |              |              |             |             |             |             |                      |                      |                      |                      |                      |                      |             |             |  |  |          |          |          |          |          |          |  |  |                |              |              |              |              |              |
|               |               |                    |                    | Nathan Rahl        |                    |                    |                    |              |              |              |              |              |              |             |             |             |             |                      |                      |                      |                      |                      |                      |             |             |  |  |          |          |          |          |          |          |  |  |                |              |              |              |              |              |
|               |               |                    |                    |                    |                    |                    |                    |              |              |              |              |              |              |             |             |             |             |                      |                      |                      |                      |                      |                      |             |             |  |  |          |          |          |          |          |          |  |  |                |              |              |              |              |              |
|               |               |                    |                    |                    |                    |                    |                    |              |              |              |              |              |              |             |             |             |             |                      |                      |                      |                      |                      |                      |             |             |  |  |          |          |          |          |          |          |  |  |                |              |              |              |              |              |
|               |               |                    |                    |                    |                    |                    |                    |              |              | Panis Rahl   | Panis Rahl   | Panis Rahl   | Panis Rahl   | Panis Rahl  | Panis Rahl  |             |             | Madre di Darken Rahl | Madre di Darken Rahl | Madre di Darken Rahl | Madre di Darken Rahl | Madre di Darken Rahl | Madre di Darken Rahl |             |             |  |  |          |          |          |          |          |          |  |  |                |              |              |              |              |              |
|               |               |                    |                    |                    |                    |                    |                    |              |              | Panis Rahl   | Panis Rahl   | Panis Rahl   | Panis Rahl   | Panis Rahl  | Panis Rahl  |             |             | Madre di Darken Rahl | Madre di Darken Rahl | Madre di Darken Rahl | Madre di Darken Rahl | Madre di Darken Rahl | Madre di Darken Rahl |             |             |  |  |          |          |          |          |          |          |  |  |                |              |              |              |              |              |
|               |               |                    |                    |                    |                    |                    |                    |              |              |              |              |              |              |             |             |             |             |                      |                      |                      |                      |                      |                      |             |             |  |  |          |          |          |          |          |          |  |  |                |              |              |              |              |              |
|               |               | Tarralyne Zorander | Tarralyne Zorander | Tarralyne Zorander | Tarralyne Zorander | Tarralyne Zorander | Tarralyne Zorander |              |              |              |              |              |              | Darken Rahl | Darken Rahl | Darken Rahl | Darken Rahl | Darken Rahl          | Darken Rahl          |                      |                      |                      |                      |             |             |  |  |          |          |          |          |          |          |  |  |                |              |              |              |              |              |
|               |               | Tarralyne Zorander | Tarralyne Zorander | Tarralyne Zorander | Tarralyne Zorander | Tarralyne Zorander | Tarralyne Zorander |              |              |              |              |              |              | Darken Rahl | Darken Rahl | Darken Rahl | Darken Rahl | Darken Rahl          | Darken Rahl          |                      |                      |                      |                      |             |             |  |  |          |          |          |          |          |          |  |  |                |              |              |              |              |              |
|               |               |                    |                    |                    |                    |                    |                    |              |              |              |              |              |              |             |             |             |             |                      |                      |                      |                      |                      |                      |             |             |  |  |          |          |          |          |          |          |  |  |                |              |              |              |              |              |
|               |               |                    |                    |                    |                    |                    |                    |              |              |              |              |              |              |             |             |             |             |                      |                      |                      |                      |                      |                      |             |             |  |  |          |          |          |          |          |          |  |  |                |              |              |              |              |              |
| Kahlan Amnell | Kahlan Amnell | Kahlan Amnell      | Kahlan Amnell      | Kahlan Amnell      | Kahlan Amnell      |                    |                    | Richard Rahl | Richard Rahl | Richard Rahl | Richard Rahl | Richard Rahl | Richard Rahl |             |             |             |             |                      |                      | Drefan Rahl          | Drefan Rahl          | Drefan Rahl          | Drefan Rahl          | Drefan Rahl | Drefan Rahl |  |  | Oba Rahl | Oba Rahl | Oba Rahl | Oba Rahl | Oba Rahl | Oba Rahl |  |  | Jennsen Rahl   | Jennsen Rahl | Jennsen Rahl | Jennsen Rahl | Jennsen Rahl | Jennsen Rahl |
| Kahlan Amnell | Kahlan Amnell | Kahlan Amnell      | Kahlan Amnell      | Kahlan Amnell      | Kahlan Amnell      |                    |                    | Richard Rahl | Richard Rahl | Richard Rahl | Richard Rahl | Richard Rahl | Richard Rahl |             |             |             |             |                      |                      | Drefan Rahl          | Drefan Rahl          | Drefan Rahl          | Drefan Rahl          | Drefan Rahl | Drefan Rahl |  |  | Oba Rahl | Oba Rahl | Oba Rahl | Oba Rahl | Oba Rahl | Oba Rahl |  |  | Jennsen Rahl   | Jennsen Rahl | Jennsen Rahl | Jennsen Rahl | Jennsen Rahl | Jennsen Rahl |
|               |               |                    |                    |                    |                    |                    |                    |              |              |              |              |              |              |             |             |             |             |                      |                      |                      |                      |                      |                      |             |             |  |  |          |          |          |          |          |          |  |  |                |              |              |              |              |              |
|               |               |                    |                    |                    |                    |                    |                    |              |              |              |              |              |              |             |             |             |             |                      |                      |                      |                      |                      |                      |             |             |  |  |          |          |          |          |          |          |  |  | Alexander Rahl |              |              |              |              |              |